# Acuífero costero
Los acuíferos costeros tienen una particularidad que los diferencia de los otros acuíferos, en efecto uno de sus contornos es una masa de agua salada, que pugna por entrar tierra adentro. Lo que se lo impide es el acuífero de agua dulce cuya recarga o alimentación se encuentra en el continente.
La existencia de acuífero costero está condicionada por las condiciones geológicas e hidrometeorológicas de una determinada cuenca. Básicamente, una cuenca costera es definida como una zona en la que el agua dulce entra a través de las precipitaciones, o a través de aportes subsuperficiales, y sale como evapotranspiración, o mediante escorrentía subsuperficial, hacia el mar u océano.
La sobrexplotación de acuíferos costeros produce u descenso de los niveles piezométricos y por lo tanto un avance tierra adentro de la frontera ente agua dulce-agua salada en los acuíferos costeros. Una mezcla de agua dulce con 2% de agua salada la hace no apta para consumo humano. A medida de la proximidad de los pozos a la línea de costa hay mayor probabilidad de salinización por agua marina.
La salinización del acuífero costero puede estar atribuida también a sedimentos marinos parcialmente lavados dentro o en zonas aledañas al acuífero, desplazamiento de agua salada atrapada en formaciones profundas, infiltración de aguas salobres desde estuarios o fuentes superficiales, entre otros.

## Acuíferos costeros según sus característicasgeomorfológicas
Es difícil plantear una clasificación con base en geoformas costeras debido a la gran variedad de estas, sin embargo pueden agruparse en dos categorías generales:
1. Dominantemente erosivas; o,
2. Primariamente sedimentarias.

### Deltas
Un delta es un depósito de sedimentos en un ambiente léntico, en nuestro caso en el mar. Básicamente consta de una superficie que emerge del mar, o zona deltaica superior y de una parte sumergida. Los diversos brazos de un delta transportan, generalmente material fino, hacia el mar, en la región sumergida.

### Llanuras costeras
Las llanuras costeras pueden tener orígenes variados, en general albergan gran cantidad de acuíferos, que generalmente son del tipo de acuíferos multicapas. Estos acuíferos están formados por una secuencia de capas casi horizontales intercalando capas con mayor permeabilidad y capas con una permeabilidad significativamente menor, o casi impermeables.
Las capas más permeables conformadas por compuestos conglomerados de gravas, arenas y areniscas, están confinadas por capas con un contenido alto de finos, como limos y arcillas. La presencia de capas con materiales finos, de poca permeabilidad en proximidades de la línea de costa favorece la formación de una cuña salina limitada.
Generalmente estos acuíferos son confinados, pero existen también acuíferos semiconfinados y libres.

### Campos de dunas
Los campos de dunas son montañas o cerros de arena, que se forman a la orilla del mar, principalmente en las zonas donde existen vientos con una dirección dominante. El viento, al mover los granos de arena, provoca el crecimiento de las dunas, así como su traslado.
Las dunas son formaciones muy importantes en las zonas costeras bajas. Estas absorben el agua dulce proveniente de las lluvias, impidiendo que esta escurra directamente al mar. Absorben y filtran las aguas que llegan del continente almacenándola a pocos metros de profundidad.

### Cordones litorales
Los cordones litorales son depósitos de arena u grava paralelos a la línea de costa, formando así barreras que contienen lagunas de agua dulce de poca profundidad, más altas que el límite de las mareas altas. Estas lagunas alimentan los acuíferos subyacentes.

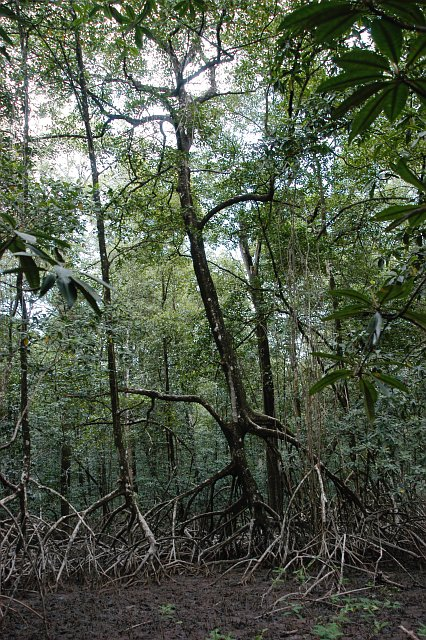
Manglar

### Manglares
Se llama manglar a una comunidad de árboles y arbustos que crece en aguas saladas o salobres de poco fondo propias de las costas y estuarios de algunas zonas. Comunes en todas las regiones tropicales y subtropicales, son excelentes lugares de nidificación y alimentación para numerosos peces, invertebrados y aves. Pueden estar alimentados en parte por la descarga de agua subterránea, lo que genera gradientes geoquímicos que permiten la presencia de alta biodiversidad en estas zonas dada la variedad de ambientes encontrados.

### Áreas demarismamareal o fluvial
Son una zona pantanosa baja y mal drenada en la que predominan los pastos y plantas herbáceas no leñosas (juncos, eneas, etc.). Suelen formarse junto a las costas e inundarse sólo de agua de mar (salada) debido a su exposición a la acción de las mareas.

## Acuíferos costeros según sus característicasgeológicas
Debido a que generalmente el agua subterránea está localizada en ambientes geológicos activos, la distribución del agua en estos ambientes está sujeta a los procesos a largo plazo que ocurren en ellos (por ejemplo el aumento del nivel del mar). El agua subterránea generalmente transita en los espacios porosos de las formaciones geológicas; existen dos tipos de porosidad; la porosidad primaria, que se refiere a los espacios creados al mismo tiempo que se formó la roca (como en arenas bien gradadas no consolidadas), y la porosidad secundaria, que se refiere a espacios que se crean luego de la formación de la roca (tales como fracturas en granitos y conductos cársticos en calizas).
Tanto en acuíferos costeros, como en aquellos de carácter continental, la naturaleza del movimiento del agua dentro de la formación geológica específica depende en gran parte de la composición mineral, estructura de la formación y los procesos geológicos que la generaron y la modificaron a través de su historia geológica. Las formaciones geológicas más representativas en acuíferos costeros se pueden resumir en tres grandes grupos:
1. Depósitos no consolidados;
2. Depósitos semiconsolidados; y,
3. Rocas consolidadas.[3]

Los depósitos no consolidados se refieren a fragmentos de roca y granos de minerales que varían desde fracciones de milímetros (tales como arcillas, limos y arenas finas) hasta varios decímetros. Al contrario, las rocas consolidadas, comúnmente llamadas roca fresca, consisten en partículas minerales que han sido litificadas por el calor y la presión o han sido cementados por reacciones químicas y precipitación de sustancias disueltas dentro de la masa sólida.

### Medios porosos
En general, las estructuras hidrogeológicas costeras están ubicadas en zonas al extremo final de grandes cuencas de carácter sedimentario. Estas zonas presentan granulometrías medias y finas y grandes cambios laterales de facies litológicas; por ello forman acuíferos con permeabilidades moderadas a bajas y con una elevada heterogeneidad vertical y lateral; además son zonas de descarga de líneas de flujo de largo y medio recorrido. Las características estratigráficas y la estructura de los sedimentos pueden ser explicados por la sucesión de eventos en el pasado.
Investigaciones recientes, en llanuras costeras han detectado que los paleocauces especialmente del período pleistoceno, están llenas de sedimentos que son más permeables que la matriz que los rodea y por lo tanto definen caminos preferenciales de flujo y transporte de agua subterránea, esto indica que los paleocauces podrían establecer conexiones hidráulicas entre el mar y el agua dulce que almacena el acuífero. La investigación apunta además a un vínculo significativo entre paleocauces que han incisado acuíferos confinados costa afuera, con la posibilidad de que ocurra una descarga subterránea hacia el mar de agua dulce o intrusión salina hacia el acuífero.
Una clasificación más específica de los Paleocauces plantea que son no-conformidades (separación entre rocas de distintos tipos) de dos clases:
- Cerradas: Aquellas que surgen a partir de ríos en donde predominó el transporte de sólidos suspendidos y a partir de aéreas pantanosas. Estos ambientes favorecen la formación de áreas de baja permeabilidad principalmente por la presencia de arenas finas y distribuidas, separadas por sedimentos finos.
- Abiertas: Aquellas que se formaron a partir de ríos en los cuales predominó la carga de fondo. En estos se desarrollan formaciones gruesas y continuas, y algunas veces extensas y permeables, interconectadas y con recarga fácil de adquirir.

### Medios cársicos
La principal diferencia entre acuíferos rocosos y acuíferos porosos no consolidados es la presencia de discontinuidades tales como fisuras, fracturas, juntas abiertas y fisuras amplias debidas a disolución, llamadas cárst. En algunos de estos ambientes la porosidad primaria es muy baja (calizas compactadas, granitos), en otras la porosidad primaria permanece a pesar de ser dominados por fisuras (toba, rocas volcánicas).

## Acuíferos costeros según sus característicashidrogeológicas
En general, el sistema de flujo de los acuíferos costeros está determinado por las configuraciones geológicas derivadas de procesos como la sedimentación, por la cabeza hidráulica que el nivel del mar les aplica y por la mayor densidad del agua salina respecto a la dulce.
En la mayoría de estos sistemas, el flujo de agua subterránea fluye naturalmente hacia el mar debido al potencial producido por la recarga tierra adentro. Esta recarga juega un papel fundamental, pues establece los ritmos de almacenamiento y por lo tanto de potencial para contener el flujo marino hacia zonas de producción del acuífero.
Indicios para detectar aguas subterráneas almacenadas en zonas costeras, son cuerpos de agua como manantiales, arroyos y ríos que adquieren caudal a lo largo de su cauce sin recibir aportes superficiales.
Las manchas de vegetación freatofítica en depresiones del terreno, la formación de costras salinas de forma aislada, el encharcamiento frecuente tras las lluvias en terrenos no arcillosos, etc. son también frecuentes en zonas con potencial acuífero costero.
La identificación de estos indicios proporciona un muy buen conocimiento de las zonas donde el agua subterránea está más cerca de la superficie del terreno.

### Descarga subterránea
Las evidentes interacciones que se presentan en la zona costera, que vinculan los procesos superficiales y subterráneos a nivel hídrico, están principalmente reflejadas en el comportamiento de las líneas de flujo subterráneas que relacionan las zonas de recarga con las zonas de descarga tanto locales como regionales.
Las zonas de descarga están principalmente localizadas en la línea de costa en donde, dado el contacto del agua subterránea con el mar, interactúan flujos de agua dulce y agua salada que generan procesos hidrodinámicos en los cuales los esfuerzos de flotación y los efectos de dispersión dominan sobre el equilibrio dinámico de la interfaz agua dulce/agua salada, debido principalmente a la diferencia de densidades de los dos fluidos; sin embargo, los factores geológicos determinan en gran medida también las características de estos procesos, principalmente en función de la permeabilidad y tipo de sistema acuífero establecidos por los tipos de estratos geológicos.
Adicionalmente, las zonas de descarga pueden estar relacionadas con cuerpos de agua dulce, como en el caso de humedales costeros alimentados por líneas de flujo regionales, y por lo tanto de una alta calidad, dado que son menos vulnerables a la contaminación y actividades entrópicas, que en interacción con el agua salada superficial conforman gradientes geoquímicos que permiten la abundancia ecosistemática y biodiversidad en estos cuerpos.
La escorrentía superficial transporta los flujos de agua y de sedimentos a través de los ríos. En el caso de la descarga de aguas subterránea, conocida en la literatura como descarga submarina de aguas subterráneas (Submarine groundwater discharge (SGD, por dud siglas en inglés), se posee menos conocimientos y datos para su investigación.

La descarga subterránea como fuente de agua y compuestos disueltos, a pesar de que transporta gran cantidad de nutrientes y contaminantes, ha sido la menos estudiada de los componentes de los balances de agua, sal y nutrientes de las zonas costeras.

La SGD puede ocurrir en cualquier lugar que el acuífero este hidráulicamente conectado a través de rocas o fondos permeables y donde la cabeza este por encima del nivel del mar.

Recientemente, se viene dando un interés científico sobre este tema, dado que es un fenómeno que se presenta en casi cualquier costa, y es de especial importancia detectar en donde las actividades humanas puedan afectar ecosistemas marinos muy sensibles a las acciones entrópicas sobre este flujo.
Otra posible interpretación es que dentro de la planicie costera y los sedimentos del fondo oceánico, existe una zona compleja de agua dulce y agua salada. Esta zona ha sido llamada Estuario subterráneo,

en reconocimiento de la similitud de los procesos químicos y físicos que ocurren en estuarios superficiales.

### Interacción acuífero-mar
Se define como cuña de agua salada o cuña salina la masa de agua salada de gran longitud con sección en forma de cuña, apoyada en la base del acuífero y con el vértice tierra adentro.
Dado que el flujo de agua de agua dulce influencia la estratificación de la sal en el acuífero, se conforman superficies de isoconcentraión que generalmente comienzan cerca de la línea de costa llegando hasta el piso del sistema acuífero; así, es que se origina la cuña de agua salina en el acuífero o el lente flotante de agua dulce, en el caso de los ambientes insulares. La intrusión salina es el movimiento de la cuña salina dentro del acuífero y frecuentemente es causada por el bombeo desde pozos costeros. El agua marina que se introduce en el acuífero tiene altas concentraciones de sólidos disueltos totales y ciertos compuestos inorgánicos, por ello no es apta para el consumo humano y otros usos antropogénicos. La intrusión salina reduce el almacenamiento de agua subterránea potable, y en casos extremos, obliga al abandono de pozos de abastecimiento cuando concentraciones de iones disueltos exceden los estándares de agua para consumo humano.
El flujo de agua dulce que descarga al mar juega un papel esencial en el mantenimiento de las condiciones de equilibrio de la conexión agua dulce-agua salada en un acuífero costero:
1. Induce dispersión por lo que se desarrolla una zona de mezcla agua dulce/agua salada que puede abarcar desde unos pocos decímetros a decámetros. A su vez, esta zona de mezcla es influenciada por las heterogeneidades del sistema acuífero.
2. Arrastra la mezcla de agua hacia la costa, especialmente en la zona alrededor de la interface. Este mecanismo controla el ancho de la zona de mezcla, pero también genera la entrada de sal en el acuífero para mantener el balance de sal y diferentes minerales.[8]

## Aspectos bióticos
Dada la abundancia de sales en ambientes costeros, los ecosistemas que estos albergan son sensibles a las concentraciones de estos componentes y a la cantidad de nutrientes que descargan las fuentes superficiales y subterráneas en aguas costeras.
Específicamente, la descarga del agua subterránea representa un importante porcentaje de las aguas que alimentan ambientes marinos como humedales, lagunas y pantanos. Los gradientes fisicoquímicos que se generan, facilitan la biodiversidad de especies. En general, estas aguas provienen de líneas de flujo regional lo que les da un carácter de excelente calidad química dado que viajan centenares de metros debajo de la superficie, lo que las protege en gran medida de las fuentes contaminantes y de las variaciones estacionales e interanuales en la cuantía de la recarga. Además los acuitardos son vitales para la biota costera dada la lenta velocidad con que transporta el agua lo que permite un mayor aprovechamiento de las especies que allí residen.

## Efectos del cambio climático
Se resalta la importancia del cambio climático como un condicionante externo de gran importancia para la gestión del recurso subterráneo en zonas costeras dado que implica una influencia en la dinámica de este por el aumento del nivel del mar y variación en las tasas de recarga, por lo que se espera un aumento en las tasas de salinización del acuífero. Si a estas condiciones se le suma la explotación intensa, los escenarios de sostenibilidad del acuífero son críticos.
Consecuencias adicionales del cambio climático sobre acuíferos costeros son: Variaciones en la actuación de las superficies piezométricas; efectos sobre las presiones de poros del suelo; y, cambios en los volúmenes y calidad del agua. Las investigaciones alrededor del mundo relacionadas con las consecuencias e impactos potenciales del cambio climático sobre sistemas hidrogeológicos están generalmente centradas en la salinización de acuíferos debido al aumento del nivel mar y a la alteración de las tasas de recarga.